# Шон Астин
Шон Астин (на английски: Sean Astin) е американски актьор, режисьор, писател и продуцент. Измежду най-известните му роли са Майки в „Дяволчетата, главния герой в „Руди“, Самознай Майтапер в трилогията „Властелинът на пръстените“ и Боб Нюби в „Странни неща“.

## Биография
Шон Патрик Дюк е роден на 25 февруари 1971 г. в Санта Моника в семейството на актрисата Пати Дюк. Когато забременява, Дюк не знае кой е бащата на Шон. По това време е имала краткотрайни връзки с писателя и музикален импресарио Майкъл Тел, актьора Дези Арнес младши и актьора Джон Астин, прочут с ролята си на Гоумез в сериала „Семейство Адамс“ от 60-те години на двадесети век.
През 1972 г. Джон се жени за Пати и осиновява Шон, след което Шон приема фамилията Астин. На следващата година му се ражда брат, Макензи, който също е актьор. В средата на 90-те години Шон си прави тест за бащинство и разбира, че Майкъл Тел е биолгичният му баща, но въпреки това Шон приема Джон Астин за свой баща.
Завършва с отличие Калифорнийския университет в Лос Анджелис, в който изучава история и английска литература и получава диплома за бакалавър.
През 1992 г. се жени за Кристин Харел, която през 1984 печели конкурса за красота Мис Тийн Индиана. Имат три дъщери – Александра, Елизабет и Изабела Астин.

### Кариера на филмов актьор
През 1985 г. изиграва първата си филмова роля в хитовия филм „Дяволчетата“ (The Goonies), режисиран от Ричард Донър и продуциран от Стивън Спилбърг.
През 2001 г. става известен с ролята си на Самознай Майтапер във филмовата трилогия на Питър Джаксън „Властелинът на пръстените“. Печели много номинации и награди за играта си в „Завръщането на краля“.

### Кариера на озвучаващ актьор
Остин се занимава с озвучаване на анимационни филми, сериали и видеоигри от 2002 г.
Озвучава Коуди в „Балто 3: Крилете на промяната“, Рафаел във версията на „Костенурките нинджа“ на Никелодеон от 2012 г., Честър в „Зайкула“ и Разказвача в „Епичните приключения на Капитан Гащи“.

### Писателска дейност
През 2004 г. Остин издава книгата си „Натам и обратно“, мемоар за филмовата си кариера, наблягайки на преживяванията си по време на снимките на „Властелинът на пръстените“.

## Роли в киното и телевизията
- 1985 – „Дяволчетата“ (The Goonies)
- 1987 – „Какъвто бащата, такъв и синът“ (Like Father Like Son)
- 1989 – „Войната на семейство Роуз“ (The War of the Roses)
- 1991 – „Малки войници“ (Toy Soldiers)
- 1992 – „Кроманьонецът“ (Encino Man)
- 1993 – „Руди“ (Rudy)
- 1996 – „Кураж под огъня“ (Courage Under Fire)
- 2001 – „Властелинът на пръстените: Задругата на пръстена“ (The Lord of the Rings: The Fellowship of the Ring)
- 2002 – „Властелинът на пръстените: Двете кули“ (The Lord of the Rings: The Two Towers)
- 2003 – „Властелинът на пръстените: Завръщането на краля“ (The Lord of the Rings: The Return of the King)
- 2004 – „Лас Вегас“ (Las Vegas) (еп. You Can't Take It with You)
- 2004 – „Балто 3: Крилете на промяната“ (Balto III: Wings of Change) (глас)
- 2004 – „50 първи срещи“ (50 First Dates)
- 2004 – „Елвис току-що си тръгна“ (Elvis Has Left the Building)
- 2006 – „Щрак“ (Click)
- 2007 – „Цветът на магията по Тери Прачет“ (Terry Pratchett's The Colour of Magic)
- 2009 – 2012 – „Специален агент Осо“ (Special Agent Oso) (глас)
- 2011 – „Вещиците от Оз“ (The Witches of Oz)
- 2012 – 2017 – „Костенурките нинджа“ (Teenage Mutant Ninja Turtles) (глас)
- 2014 – 2015 – „Щамът“ (The Strain)
- 2016 – „Къщата на Шумникови“ (The Loud House) (глас) (еп. One of the Boys)
- 2016 – 2018 – „Зайкула“ (Bunnicula) (глас)
- 2017 – 2019 – „Странни неща“ (Stranger Things) (10 епизода)
- 2018 – 2019 – „Епичните приключения на Капитан Гащи“ (The Epic Tales of Captain Underpants) (глас)
- 2019 – „Теория за Големия взрив“ (The Big Bang Theory) (3 епизода)
- 2021 – „Скуби-Ду и виж кой друг!“ (Scooby-Doo and Guess Who?) (глас) (еп. Returning Of The Key Ring!)
- 2023 – „Пери Мейсън“ (Perry Mason)